# Prelegeri de filozofie a istoriei
Prelegeri de filozofie a istoriei (ger. Vorlesungen über die Geschichte der Philosophie) este o lucrare de filozofie importantă a lui Wilhelm Friedrich Hegel publicată în 1837. Arată că istoria lumii urmează imperativul rațiunii și că progresul natural al istoriei este cauzat de acțiunea spiritului absolut.

## Ediții
- G.W.F. Hegel, Prelegeri de filozofie a istoriei. Traducere din limba germană de Petru Drăghici și Radu Stoichiță (București, Paralelea 45, 2006)